# سيرجي موروزوف (مقاتل)
سيرغي موروزوف (بالروسية: Сергей Морозов؛ مواليد 14 يونيو 1989) هو مُقاتل فنون قتالية مختلطة كازاخستاني.

## وصلات خارجية
- سيرجي موروزوف (مقاتل) على موقع شيردوغ (الإنجليزية)